# Love by Grace
"Love by Grace" là một bài hát của nữ ca sĩ người Bỉ-Canada Lara Fabian. Bài hát là đĩa đơn thứ tư trích từ album Lara Fabian (1999). Bản ballad này là một hit lớn tại Brazil, và là một phần trong nhạc phim của loạt phim truyền hình dài kỳ Laços de Família nổi tiếng tại quốc gia này vào thời điểm đó.

## Tiếp nhận
Tờ Dooyoo cho bài hát một đánh giá đặc biệt tích cực và nhận xét rằng: "Đây là một bài hát đẹp – được thể hiện và cải biên một cách đẹp đẽ. Vốn được ghi âm bởi Wynonna Judd cho album Revelations, âm hưởng đồng quê đã được loại bỏ khỏi bản ghi này và dưới bàn tay nhào nặn của Fabian, nó trở thành một bản ballad lộng lẫy. Với sự sản xuất của Walter Afanasieff, ông đã tôn vinh giọng hát của Fabian cho đến phút chót của bài hát, nhưng vẫn kết thúc nó một cách êm ái. 8/10".

## Danh sách bài hát
- Đĩa đơn quảng bá (phát hành tại Brazil vào năm 1999[2], tại Hoa Kỳ vào năm 2001[5][6])

1. "Love by Grace" – 4:09

- Đĩa đơn maxi (phát hành tại châu Âu)[3]

1. "Love by Grace" – 4:09
2. "I Will Love Again" (bản thu trực tiếp từ PBS) – 3:50
3. "To Love Again (Si Tu M'Aimes)" – 3:45
4. "Caruso" (bản thu trực tiếp từ PBS) – 5:14

- Đĩa đơn cardsleeve (phát hành tại châu Âu)[7]

1. "Love by Grace" – 4:09
2. "I Will Love Again" (bản thu trực tiếp từ PBS) – 3:50

## Diễn biến xếp hạng
"Love by Grace" được sử dụng làm nhạc phim của loạt phim truyền hình dài kỳ Laços de Família của Brazil. Trong loạt phim, nhân vật Camila (do Carolina Dieckmann thủ vai) bị mắc bệnh ung thư. "Love by Grace" được dùng làm nhạc nền cho cảnh nhân vật Camila phải cạo trọc đầu sau khi nhận kết quả chẩn đoán ung thư. Cảnh này sau đó trở thành một trong số những cảnh phim đáng nhớ nhất trong lịch sử phim truyền hình dài kỳ của Brazil. Bài hát trở thành một trong số những ca khúc được nghe nhiều nhất năm 2000 tại Brazil, và cũng là một ca khúc kinh điển đối với người dân ở quốc gia này. "Love by Grace" là ca khúc được nghe nhiều thứ 7 tại Brazil trong thập niên 2000.

## Video âm nhạc
Video âm nhạc của "Love by Grace" gồm những cảnh quay trích từ một màn biểu diễn trực tiếp của ca khúc.

## Xếp hạng

### Xếp hạng tuần
| Bảng xếp hạng (2001)                  | Vị trí cao nhất |
| ------------------------------------- | --------------- |
| Đức (GfK Entertainment)               | 85              |
| Bồ Đào Nha (AFP)                      | 3               |
| Thụy Điển (Sverigetopplistan)         | 59              |
| Hoa Kỳ Adult Contemporary (Billboard) | 25              |

## Các bản hát lại
Nghệ sĩ Marina Elali người Brazil đã ghi âm một phiên bản khác của bài hát với tựa đề "Só Por Você" cho album cùng tên phát hành năm 2006 của cô. Nhóm nhạc phúc âm Anointed đã hát lại bài hát trong album cùng tên phát hành năm 1999.